# Conchning
Conchning är ett steg i tillverkningen av bland annat choklad som innebär att en flytande massa tumlas tillsammans med kulor av trä eller metall, vilka tjänar till att mala ner partiklar i massan ytterligare. Under processen genomluftas dessutom massan ordentligt, vilket i fallet med choklad bär iväg vatten och oönskade aromer. Massan hålls flytande av friktionsvärmen.